# Jeff Wilkins
Jeffrey Allen Wilkins (19 de abril de 1972, Youngstown, Ohio) apelidado de "Money" ("Dinheiro") é um ex-jogador de futebol americano que atuou como placekicker na National Football League pelo San Francisco 49ers, Philadelphia Eagles e pelo St Louis Rams. Wilkins tem o recorde de extra points convertidos sem errar um chute (371 PATs seguidos).